# Шенгюн, Альперен
Альперен Шенгюн (тур. Alperen Şengün; род. 25 июля 2002 года в Гиресуне, Турция) — турецкий профессиональный баскетболист, выступающий за команду НБА «Хьюстон Рокетс» и национальную сборную Турции. Был выбран на драфте НБА 2021 года под общим 16-м номером, что является вторым самым высоким выбором турецкого игрока после Энеса Кантера, который был задрафтован под общим 3-м номером в 2011 году.

## Ранние годы и юношеская карьера
Альперен Шенгюн родился в Гиресуне, на северо-востоке Турции, 25 июля 2002 года. Родители хотели, чтобы он стал пловцом, но Шенгюн предпочел баскетбол, так как был вдохновлен тем, что его старший брат раньше занимался этим видом спорта.
Шенгюн начал играть в баскетбол в возрасте восьми лет и сперва соревновался в обоих видах спорта одновременно. Однако из-за нехватки времени, необходимого для полноценных тренировок по обоим видам спорта, Шенгюну пришлось выбирать, и в итоге он решил продолжать заниматься баскетболом.

### Университет Гиресун (2012—2014)
В 2012 году Шенгюн начал играть в молодёжных командах спортивного клуба университета Гиресун,где выступал до 2014 года.

### Банвит (2014—2019)
После того, как на него обратил внимание главный тренер Ахмет Гюрген клуба «Банвит» во время молодёжного спортивного фестиваля, Шенгюн переехал из Гиресуна в Бандырму, чтобы присоединиться к новому клубу.
В августе 2014 года Шенгюн подписал с «Банвитом» молодёжный контракт.
В сезоне 2018/19, выступая за молодёжную команду «Банвита», Шенгюн выиграл чемпионат молодёжной баскетбольной лиги Турции (которая была создана в 2017 году). Шенгюн также был назван MVP чемпионата.

## Профессиональная карьера

### Бандырма Кырмызы (2018—2019)
Шенгюн начал свою профессиональную карьеру в сезоне 2018/19 в команде «Бандырма Кырмызы», выступающей во втором дивизионе первой лиги Турции по баскетболу.
В 29 матчах, сыгранных во втором дивизионе, Шенгюн набирал в среднем 10,8 очков, 6,8 подборов 1,2 передачи, 0,8 перехвата и 0,7 блока за игру за 21,9 минут за игру.

### Тексут Бандырма (2019—2020)
В сезоне 2019-20 Шенгюн присоединился к клубу первого дивизиона чемпионата Турции по баскетболу «Тексут Бандырма». В 22 матчах, сыгранных в первом дивизионе, Шенгюн набирал в среднем 5,0 очка, 3,9 подбора, 0,6 передачи, 0,5 перехвата и 0,4 блока при 13,5 минутах за игру.
Шенгюн также сыграл за клуб в Лиге чемпионов ФИБА. В сезоне 2019/20 Лиги чемпионов он набирал в среднем 6,6 очка, 3,3 подбора, 0,6 передачи, 0,3 перехвата и 0,7 блока за 14,9 минуты в 15 проведенных матчах.

### Бешикташ (2020—2021)
В августе 2020 года Шенгюн подписал трехлетний контракт с турецким клубом «Бешикташ». Игрок провел отличный сезон в составе «Бешикташа», набирая в среднем 19,2 очков, 9,4 подборов, 2,5 передачи, 1,3 перехвата и 1,7 блока за 28 минут. 12 мая 2021 года Шенгюн был назван MVP регулярного сезона чемпионата Турции по баскетболу. В тот же день он объявил о своем решении участвовать в драфте НБА 2021 года.

### Хьюстон Рокетс (2021—настоящее время)

#### Сезон 2021/22
В ночь драфта НБА 2021 года Шенгюн первоначально рассматривался как потенциальный выбор в лотерее драфта, но вместо этого он был выбран под 16-м общим выбором командой «Оклахома-Сити Тандер». Позже Шенгюн был обменян в «Хьюстон Рокетс» на два будущих выбора первого раунда драфта.
7 августа 2021 года Шенгюн подписал контракт с «Рокетс». 8 августа игрок дебютировал в Летней лиге в матче против «Кливленд Кавальерс», где набрал 15 очков, 15 подборов, четыре блока, три передачи и один перехват за 27 минут. 5 октября Шенгюн дебютировал в предсезонных матчах, выйдя со скамейки запасных в матче против «Вашингтон Уизардс» и набрав пять очков, восемь подборов, три передачи, один блок и перехват.
20 октября Шенгюн дебютировал в НБА, набрав 11 очков, шесть подборов, две передачи и три перехвата в матче против «Миннесоты Тимбервулвз».
9 марта 2022 года Шенгюн набрал 21 очко и сделал 14 подборов  в матче с «Лос-Анджелес Лейкерс».
26 марта Шенгюн набрал 27 очков и семь подборов в победе над «Портленд Трэйл Блэйзерс».
В сезоне 2021/22 Шенгюн провел 72 игры, пропустив последние 10 из-за травмы. В своем дебютном сезоне игрок набирал в среднем 9,6 очков, 5,5 подборов, 2,6 передачи и 0,9 блока за игру при 47,4 процентах попаданий с игры.

#### Сезон 2022/23
В межсезонье «Рокетс» выбрали Бруну Фернандо вместо Шенгюна в качестве стартового центрового после обмена Кристиана Вуда в «Даллас Маверикс». В начале сезона команда перевела Шенгюна в стартовый состав после того, как Фернандо получил травму.
26 ноября 2022 года Шенгюн набрал 21 очко и семь передач, а также сделал 19 подборов в победе над клубом «Оклахома-Сити Тандер». 6 декабря он набрал восемь очков, сделал восемь подборов и одну передачу в победе над «Филадельфией Севенти Сиксерс», став самым молодым центровым в возрасте 20 лет и 133 дней, набравшим 1000 очков и 200 передач, тем самым превзойдя рекорд Брэда Догерти, а также Элвана Адамса, Бэма Адебайо и Николу Йокича.
11 января 2023 года Шенгюн сделал свой первый в карьере трипл-дабл, набрав 10 очков, 10 подборов и 10 передач в матче против «Сакраменто Кингз». Он также стал самым молодым игроком в истории «Рокетс», оформившим трипл-дабл.
16 января Шенгюн набрал максимальные в карьере 33 очка, а также 15 подборов, 6 передач и 4 блока в проигрыше от «Лос-Анджелес Лейкерс». Шенгюн также стал самым молодым игроком в истории «Рокетс», набравшим не менее 30 очков и 10 подборов в одной игре, побив рекорд Хакима Оладжьювона, установленный в 1984 году. Шенгюн стал самым молодым центровым в истории НБА, набравшим не менее 30 очков, 15 подборов и пяти передач в одной игре, превзойдя рекорд Шакила О'Нила, установленный в 1993 году.
25 января Шенгюн оформил свой второй в карьере трипл-дабл, набрав 21 очко, 11 подборов и 10 передач в матче с «Вашингтон Уизардс». Он также стал самым молодым центровым в истории НБА, который сделал несколько трипл-даблов до достижения 21 года.
7 апреля в игре против «Шарлотт Хорнетс» Шенгюн набрал максимальное количество подборов за сезон - 21 и 14 очков. Он сделал больше всех передач за игру для центрового в возрасте 20 лет и моложе, превзойдя свой собственный рекорд в дебютном сезоне, присоединившись к Крису Уэбберу, Демаркусу Казинсу и Николе Йокичу.
Приняв участие в 72 из 75 игр, Шенгюн закончил сезон со средним показателем 14,8 очков, 9,0 подборов, 3,9 передачи, 0,9 блока и 0,9 перехвата за 28,9 минут за игру. Несмотря на то, что «Рокетс» не попали в плей-офф, второй сезон Шенгюна привлек внимание других звездных игроков НБА, которые назвали его талант феноменальным, среди которых Кевин Дюрант, Пол Джордж, Никола Йокич и Энтони Эдвардс.

#### Сезон 2023/24
31 октября «Рокетс» объявили о том, что они активируют опцию в контракте Шенгюна на четвёртый год. В домашней игре против «Шарлотт Хорнетс» 1 ноября Шенгюн вошёл в историю, став самым молодым центровым, которому удалось сделать 500 передач в возрасте 21 года и 99 дней, превзойдя предыдущий рекорд Николы Йокича, которому было 22 года и 40 дней.

#### Сезон 2024/25
22 октября 2024 года «Рокетс» и Шенгюн объявили о новом пятилетнем контракте на сумму 185 миллионов долларов. После медленного начала сезона Шенгюн записал на свой счет несколько трипл-даблов в победах над «Лос-Анджелес Клипперс» и «Чикаго Буллз». 19 декабря 2024 года НБА включила Шенгюна в символическую пятерку Кубка НБА. 20 января 2025 года в матче с «Детройт Пистонс» Шенгюн сделал 5 передач, записав на свой счет 1000-ю передачу за карьеру, став самым молодым центровым в истории НБА, достигшим этого результата.

## Карьера в национальной сборной

### Юношеская сборная
В составе сборной Турции до 16 лет Шенгюн принял участие в Чемпионате Европы ФИБА до 16 лет 2018 года, который проходил в Нови-Саде (Сербия), где стал бронзовым призером. Шенгюн также был выбран в сборную турнира. В семи матчах, проведенных на турнире, он набирал в среднем 14,4 очка, 9,4 подбора, 2,0 передачи, 1,6 перехвата и 1,4 блока за игру при 24,9 минутах за матч.
Он также входил в состав сборной Турции до 17 лет, которая принимала участие в Чемпионате мира ФИБА до 17 лет 2018 года, проходившем в Аргентине. Турция завершила турнир на пятом месте. В семи матчах, проведенных на этом турнире, Шенгюн набирал в среднем 15,9 очка, 12,3 подбора и 2,0 передачи за 28,6 минуты игры.
Шенгюн также выступал на Чемпионате Европы ФИБА до 18 лет 2019 года в составе сборной Турции, которая завоевала серебряную медаль турнира. Он также был выбран в сборную турнира, став единственным турецким игроком, удостоившимся этой чести. В семи матчах на этом турнире он набирал в среднем 11,9 очка, 9,0 подбора, 2,0 передачи, 1,6 перехвата и 1,7 блока за 23,0 минуты игры.

### Старшая сборная
В ноябре 2020 года Шенгюн присоединился к старшей сборной Турции и сыграл с ней в отборочном турнире Евробаскета 2022. В четырех матчах отборочного турнира он набирал в среднем 12,0 очка, 7,3 подбора, 1,0 передачи, 1,3 перехвата и 1,0 блока за 23,1 минуты игры.
В сентябре 2022 года Шенгюн сыграл на Евробаскете. Он был лучшим игроком команды, лидируя по количеству очков (16,8 за игру) и подборов (8,2 за игру). Шенгюн и Турция выбыли в 1/16, проиграв Франции в овертайме.

## Статистика

### НБА
| Сезон                                                                                    | Команда | Регулярный сезон | Регулярный сезон | Регулярный сезон | Регулярный сезон | Регулярный сезон | Регулярный сезон | Регулярный сезон | Регулярный сезон | Регулярный сезон | Регулярный сезон | Регулярный сезон | Серия плей-офф | Серия плей-офф | Серия плей-офф | Серия плей-офф | Серия плей-офф | Серия плей-офф | Серия плей-офф | Серия плей-офф | Серия плей-офф | Серия плей-офф | Серия плей-офф |
| Сезон                                                                                    | Команда | GP               | GS               | MPG              | FG%              | 3P%              | FT%              | RPG              | APG              | SPG              | BPG              | PPG              | GP             | GS             | MPG            | FG%            | 3P%            | FT%            | RPG            | APG            | SPG            | BPG            | PPG            |
| ---------------------------------------------------------------------------------------- | ------- | ---------------- | ---------------- | ---------------- | ---------------- | ---------------- | ---------------- | ---------------- | ---------------- | ---------------- | ---------------- | ---------------- | -------------- | -------------- | -------------- | -------------- | -------------- | -------------- | -------------- | -------------- | -------------- | -------------- | -------------- |
| 2021/22                                                                                  | Хьюстон | 72               | 13               | 20,7             | 47,4             | 24,8             | 71,1             | 5,5              | 2,6              | 0,8              | 0,9              | 9,6              | Не участвовал  | Не участвовал  | Не участвовал  | Не участвовал  | Не участвовал  | Не участвовал  | Не участвовал  | Не участвовал  | Не участвовал  | Не участвовал  | Не участвовал  |
| 2022/23                                                                                  | Хьюстон | 75               | 72               | 28,9             | 55,3             | 33,3             | 71,5             | 9,0              | 3,9              | 0,9              | 0,9              | 14,8             | Не участвовал  | Не участвовал  | Не участвовал  | Не участвовал  | Не участвовал  | Не участвовал  | Не участвовал  | Не участвовал  | Не участвовал  | Не участвовал  | Не участвовал  |
|                                                                                          | Всего   | 147              | 85               | 24,9             | 52,2             | 27,6             | 71,3             | 7,3              | 3,2              | 0,9              | 0,9              | 12,3             | Не участвовал  | Не участвовал  | Не участвовал  | Не участвовал  | Не участвовал  | Не участвовал  | Не участвовал  | Не участвовал  | Не участвовал  | Не участвовал  | Не участвовал  |
| Наведите курсор мыши на аббревиатуры в заголовке таблицы, чтобы прочесть их расшифровку. |         |                  |                  |                  |                  |                  |                  |                  |                  |                  |                  |                  |                |                |                |                |                |                |                |                |                |                |                |